# Cléville (Calvados)
Cléville település Franciaországban, Calvados megyében. Lakosainak száma 391 fő (2022. január 1.). Cléville Canteloup, Hotot-en-Auge, Saint-Ouen-du-Mesnil-Oger, Méry-Bissières-en-Auge, Mézidon-Vallée-d’Auge és Valambray községekkel határos.

## Népesség
A település népességének változása:
| Lakosok száma | 223  | 242  | 298  | 333  | 364  | 370  | 372  | 382  | 387  | 391  |
|               | 1968 | 1982 | 1990 | 2006 | 2013 | 2015 | 2017 | 2019 | 2020 | 2022 |